# ブラジル (装甲艦)

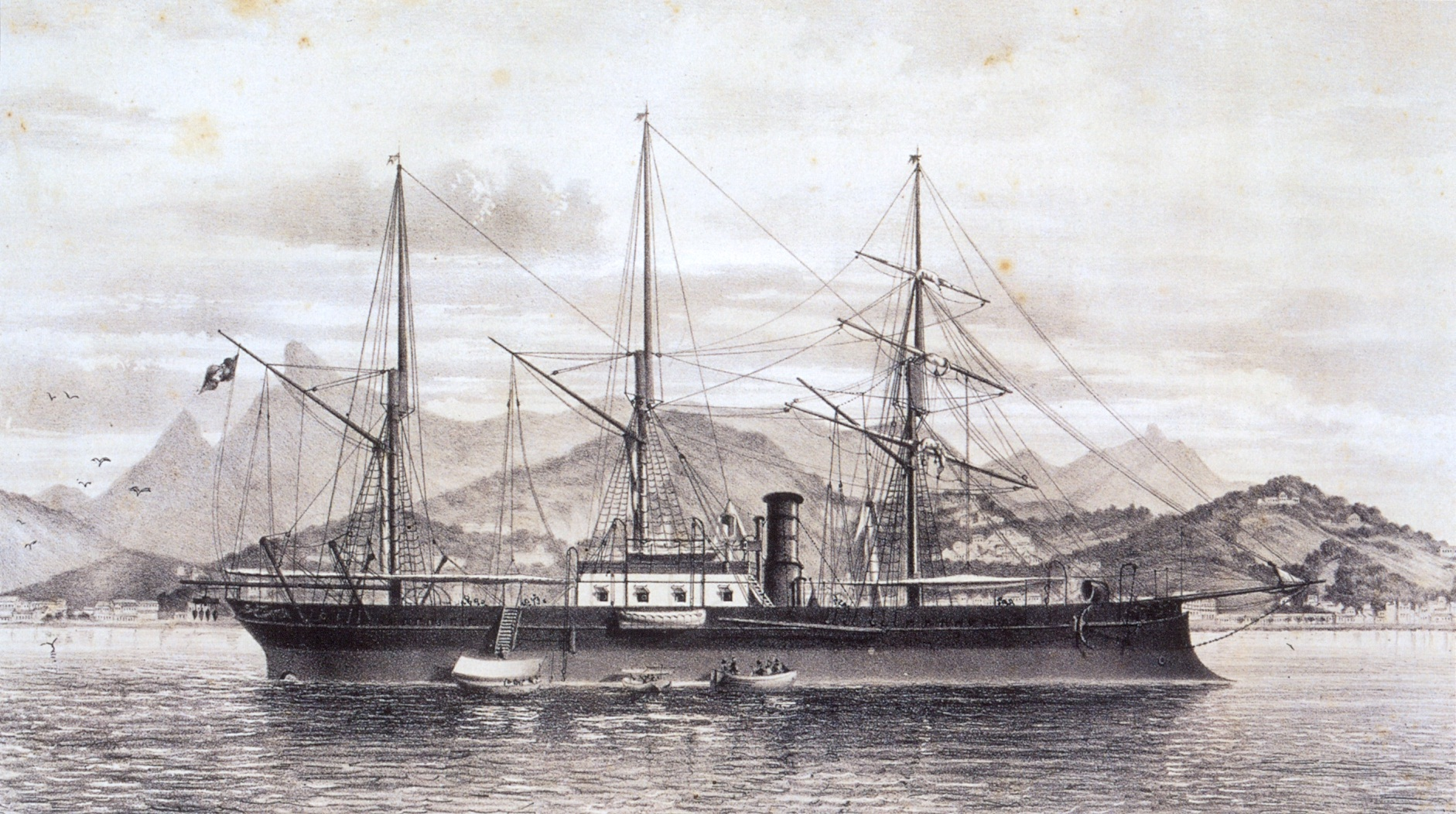
「ブラジル」（1865年）

ブラジル (Brasil) はブラジル海軍の装甲コルベット。ブラジル初の装甲艦である。
フランス、ラ・セーヌのForges et Chantiers de la Méditerranéeで建造。1864年1月5日に建造契約が結ばれた。1864年起工。1864年12月23日進水。1865年3月2日竣工。建造費は60000ポンドであった。パラグアイ戦争勃発によりパラグアイ側が引き渡し阻止を図るも、ブラジル側は出港許可を獲得し、「ブラジル」は1865年7月1日にトゥーロンを出港して7月29日にリオデジャネイロに到着。その2日後に就役した。
船体は鉄製。排水量1518トン。全長63.41m、垂線間長60.10m、水線長61.70m、幅10.75m。または長さ179フィート8インチ (54.76m)、幅35フィート (10.67m)。単式機関1基、ボイラー2基搭載で、出力250公称馬力。または出力975図示馬力。1軸推進、設計速力10.5ノットで、リオデジャネイロの標柱間では平均11・7ノットを発揮した。または速力11.3ノット。完全帆装をもつ。
船体中央の甲板上に砲廓があり、そこにホイットワース70ポンド前装砲（7インチ前装施条砲）4門と68ポンド滑腔砲4門を搭載した。また、他に12ポンド滑腔砲1門を搭載している。
装甲は装甲帯が厚さ最大114mmで、艦首尾では90mm。ケイスメイトは102mm。

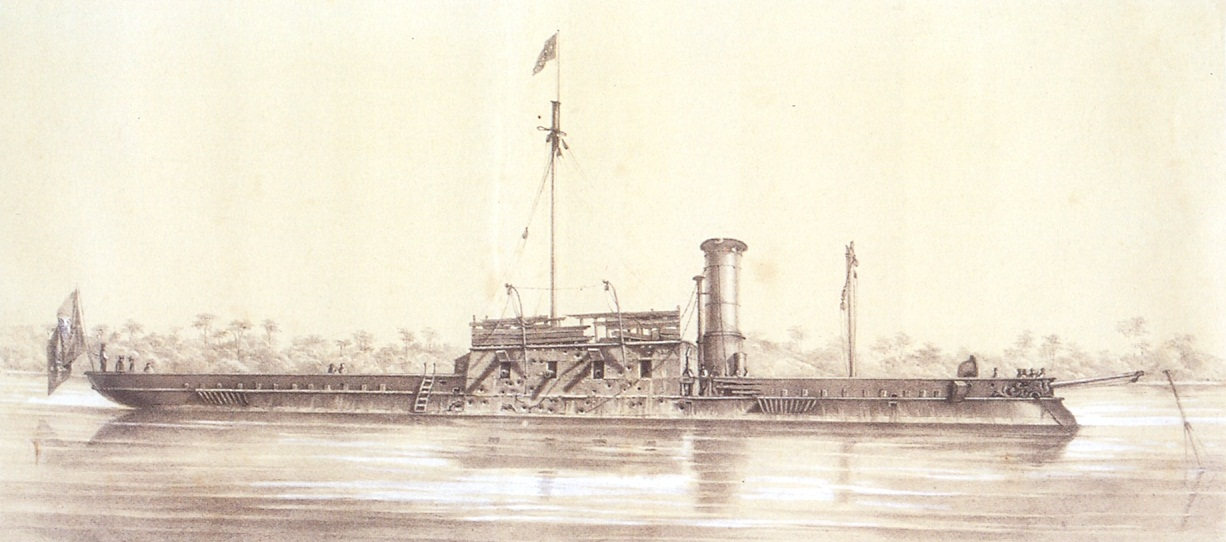
Curupaitiでの戦闘後の「ブラジル」

1866年3月17日、「ブラジル」は「タマンダーレ」、「バローゾ」、「バイア」や輸送船群などと共にパラナ川をパラグアイ川との合流地点まで遡航。3月22日、「ブラジル」など装甲艦4隻他からなるブラジル艦隊はchata（8インチ砲1門搭載の無動力の船）を曳航するパラグアイ汽船「グアレグアイ」の攻撃を受けた。同月中にはItapirú砲撃に参加し、4月16日にはPasso da Pátriaへの上陸を支援。5月20日、「ブラジル」は座礁したコルベット「Magé」の離礁を手助けした。
9月1日、「タマンダーレ」、「バローゾ」、「リオ・デ・ジャネイロ」、「バイア」、「リマ・バロス」とともにCuruzúを砲撃。砲撃は翌日も行われた。続いて、同月中にはCurupayty砲撃に参加。9月4日には「ブラジル」は38発、9月22日には50回被弾した。
1867年2月に「ブラジル」は修理のためリオデジャネイロへ向かい、3月の終わり頃に同地を離れた。
1867年8月15日、「ブラジル」や「タマンダーレ」、「バローゾ」他からなるブラジル艦隊はCurupaytyの場所を突破した。
1868年3月2日、「リマ・バロス」と「カブラル」がカヌーで接近したパラグアイ兵の襲撃を受けたが、「シルヴァド」と「Herval」がまず両艦上のパラグアイ兵を攻撃し、次いで「ブラジル」も現場に到着。その後、襲撃は撃退された。
4月10日と7月21日、Humaitáを攻撃。7月25日にHumaitáのパラグアイ軍は撤退を開始し、Poi島へ移動。7月31日から8月1日にかけて「ブラジル」はPoi島北のLago Veráでの戦闘に参加した。
1868年10月2日、「ブラジル」など8隻はVilletaまで進むが、水位低下のため10月5日には引き返した。
10月15日、「シルヴァド」、「パラ」、「セアラ」、「リオ・グランデ」とともにAngostura Fortを砲撃。いったん南へ戻った後、11月26日に「カブラル」などとともに再びAngosturaを通過した際、「ブラジル」は8発ないし31発（うち5発は150ポンド砲弾）被弾。艦長が負傷し、1名が死亡した。死者は士官3名などとも。
1879年1月に浮砲台に類別変更となる。1905年ごろに解体された。